# Дудашу
Дудашу (рум. Dudașu) — село у повіті Мехедінць в Румунії. Входить до складу комуни Шиміан.
Село розташоване на відстані 270 км на захід від Бухареста, 3 км на північний схід від Дробета-Турну-Северина, 95 км на північний захід від Крайови.

## Населення
За даними перепису населення 2002 року у селі проживали 1197 осіб.
Національний склад населення села:
| Національність | Кількість осіб | Відсоток |
| -------------- | -------------- | -------- |
| цигани         | 660            | 55,1%    |
| румуни         | 537            | 44,9%    |

Рідною мовою назвали:
| Мова      | Кількість осіб | Відсоток |
| --------- | -------------- | -------- |
| румунська | 798            | 66,7%    |
| циганська | 399            | 33,3%    |